# يان نيلسون
يان نيلسون (بالإنجليزية: Ian Nelson)‏ هو ممثل أمريكي، ولد في 5 سبتمبر 1982 في الولايات المتحدة. بدأ مشواره المهني سنة 2001.

## وصلات خارجية
- يان نيلسون على موقع IMDb (الإنجليزية)
- يان نيلسون على موقع قاعدة بيانات الفيلم (الإنجليزية)